# Fußball-Weltmeisterschaft der Frauen 2023/Gruppe G
| Pl. | Land        | Sp. | S | U | N | Tore    | Diff. | Punkte |
| --- | ----------- | --- | - | - | - | ------- | ----- | ------ |
| 1.  | Schweden    | 3   | 3 | 0 | 0 | 009:100 | +8    | 09     |
| 2.  | Südafrika   | 3   | 1 | 1 | 1 | 006:600 | ±0    | 04     |
| 3.  | Italien     | 3   | 1 | 0 | 2 | 003:800 | −5    | 03     |
| 4.  | Argentinien | 3   | 0 | 1 | 2 | 002:500 | −3    | 01     |

Gruppe G der Fußball-Weltmeisterschaft der Frauen 2023:

## Schweden – Südafrika 2:1 (0:0)
| Schweden                                                                           | Schweden | Südafrika | Südafrika |
| ---------------------------------------------------------------------------------- | --- | --- | --------- |
| Schweden                                                                           | \| 1. Spieltag \| \| 23. Juli um 17:00 Uhr (07:00 Uhr MESZ) in Wellington (Wellington Regional Stadium) \| \| Zuschauer: 18.317 \| \| Schiedsrichterin: Ekaterina Koroleva ( Vereinigte Staaten) 1 \| \| Spielbericht \| | \| 1. Spieltag \| \| 23. Juli um 17:00 Uhr (07:00 Uhr MESZ) in Wellington (Wellington Regional Stadium) \| \| Zuschauer: 18.317 \| \| Schiedsrichterin: Ekaterina Koroleva ( Vereinigte Staaten) 1 \| \| Spielbericht \|                                           | Südafrika |
| Schweden                                                                           | Zećira Mušović – Nathalie Björn, Amanda Ilestedt, Magdalena Eriksson – Johanna Rytting Kaneryd (88. Lina Hurtig), Filippa Angeldal (67. Hanna Bennison), Elin Rubensson (81. Caroline Seger), Jonna Andersson, Kosovare Asllani , Fridolina Rolfö (67. Olivia Schough) – Stina Blackstenius (67. Rebecka Blomqvist) Cheftrainer: Peter Gerhardsson | Kaylin Swart – Lebogang Ramalepe, Bambanani Mbane, Bongeka Gamede, Sibulele Holweni – Jermaine Seoposenwe, Refiloe Jane , Kholosa Biyana, Hildah Magaia (56. Gabriela Salgado) – Linda Motlhalo (67. Nomvula Kgoale), Thembi Kgatlana Cheftrainerin: Desiree Ellis | Südafrika |
| Schweden                                                                           | 1:1 Rolfö (65.) 2:1 Ilestedt (90.) | 0:1 Magaia (48.) | Südafrika |
| Schweden                                                                           | Biyana (74.), Jane (89.) | | Südafrika |
| Schweden                                                                           | Spieler des Spiels: Amanda Ilestedt (Schweden) | | Südafrika |
| 1. Spieltag                                                                        | | |           |
| 23. Juli um 17:00 Uhr (07:00 Uhr MESZ) in Wellington (Wellington Regional Stadium) | | |           |
| Zuschauer: 18.317                                                                  | | |           |
| Schiedsrichterin: Ekaterina Koroleva ( Vereinigte Staaten) 1                       | | |           |
| Spielbericht                                                                       | | |           |

## Italien – Argentinien 1:0 (0:0)
| Italien                                                        | Italien | Argentinien | Argentinien |
| -------------------------------------------------------------- | --- | --- | ----------- |
| Italien                                                        | \| 1. Spieltag \| \| 24. Juli um 18:00 Uhr (08:00 Uhr MESZ) in Auckland (Eden Park) \| \| Zuschauer: 30.889 \| \| Schiedsrichterin: Melissa Borjas ( Honduras) 2 \| \| Spielbericht \| | \| 1. Spieltag \| \| 24. Juli um 18:00 Uhr (08:00 Uhr MESZ) in Auckland (Eden Park) \| \| Zuschauer: 30.889 \| \| Schiedsrichterin: Melissa Borjas ( Honduras) 2 \| \| Spielbericht \| | Argentinien |
| Italien                                                        | Francesca Durante – Lucia Di Guglielmo, Elena Linari, Cecilia Salvai, Lisa Boattin – Manuela Giugliano, Giulia Dragoni (83. Cristiana Girelli), Barbara Bonansea , Arianna Caruso (58. Giada Greggi), Chiara Beccari – Valentina Giacinti (74. Sofia Cantore) Cheftrainerin: Milena Bertolini | Vanina Correa – Sophia Braun, Miriam Mayorga, Aldana Cometti, Eliana Stábile – Daiana Falfán (90.+2' Dalila Ippólito), Lorena Benítez, Romina Núñez (77. Yamila Rodríguez), Estefanía Banini, Florencia Bonsegundo – Mariana Larroquette (90.+2' Paulina Gramaglia) Cheftrainer: Germán Portanova | Argentinien |
| Italien                                                        | 1:0 Girelli (87.) | | Argentinien |
| Italien                                                        | Caruso (25.), Bonansea (85.) | Larroquette (12.), Mayorga (68.), Bonsegundo (76.), Stábile (90.+6') | Argentinien |
| Italien                                                        | Spieler des Spiels: Cristiana Girelli (Italien) | | Argentinien |
| 1. Spieltag                                                    | | |             |
| 24. Juli um 18:00 Uhr (08:00 Uhr MESZ) in Auckland (Eden Park) | | |             |
| Zuschauer: 30.889                                              | | |             |
| Schiedsrichterin: Melissa Borjas ( Honduras) 2                 | | |             |
| Spielbericht                                                   | | |             |

## Argentinien – Südafrika 2:2 (0:1)
| Argentinien                                                              | Argentinien | Südafrika | Südafrika |
| ------------------------------------------------------------------------ | --- | --- | --------- |
| Argentinien                                                              | \| 2. Spieltag \| \| 28. Juli um 12:00 Uhr (02:00 Uhr MESZ) in Dunedin (Forsyth Barr Stadium) \| \| Zuschauer: 8.834 \| \| Schiedsrichterin: Anna-Marie Keighley ( Neuseeland) 3 \| \| Spielbericht \| | \| 2. Spieltag \| \| 28. Juli um 12:00 Uhr (02:00 Uhr MESZ) in Dunedin (Forsyth Barr Stadium) \| \| Zuschauer: 8.834 \| \| Schiedsrichterin: Anna-Marie Keighley ( Neuseeland) 3 \| \| Spielbericht \| | Südafrika |
| Argentinien                                                              | Vanina Correa – Sophia Braun, Miriam Mayorga, Aldana Cometti, Eliana Stábile – Daiana Falfán (46. Romina Núñez), Lorena Benítez (46. Julieta Cruz), Mariana Larroquette (69. Érica Lonigro), Estefanía Banini, Florencia Bonsegundo – Paulina Gramaglia (59. Yamila Rodríguez) Cheftrainer: Germán Portanova | Kaylin Swart – Lebogang Ramalepe, Bambanani Mbane, Bongeka Gamede, Karabo Dhlamini – Noxolo Cesane (54. Sibulele Holweni), Refiloe Jane (25. Kholosa Biyana, 54. Tiisetso Makhubela), Linda Motlhalo (83. Nomvula Kgoale), Hildah Magaia – Jermaine Seoposenwe, Thembi Kgatlana (83. Melinda Kgadiete) Cheftrainerin: Desiree Ellis | Südafrika |
| Argentinien                                                              | 1:2 Braun (74.) 2:2 Núñez (79.) | 0:1 Motlhalo (30.) 0:2 Kgatlana (66.) | Südafrika |
| Argentinien                                                              | Mayorga (45.+1') | Biyana (43.), Makhubela (56.) | Südafrika |
| Argentinien                                                              | Spieler des Spiels: Thembi Kgatlana (Südafrika) | | Südafrika |
| 2. Spieltag                                                              | | |           |
| 28. Juli um 12:00 Uhr (02:00 Uhr MESZ) in Dunedin (Forsyth Barr Stadium) | | |           |
| Zuschauer: 8.834                                                         | | |           |
| Schiedsrichterin: Anna-Marie Keighley ( Neuseeland) 3                    | | |           |
| Spielbericht                                                             | | |           |

## Schweden – Italien 5:0 (3:0)
| Schweden                                                                           | Schweden | Italien | Italien |
| ---------------------------------------------------------------------------------- | --- | --- | ------- |
| Schweden                                                                           | \| 2. Spieltag \| \| 29. Juli um 19:30 Uhr (09:30 Uhr MESZ) in Wellington (Wellington Regional Stadium) \| \| Zuschauer: 29.143 \| \| Schiedsrichter: Cheryl Foster ( Wales) 4 \| \| Spielbericht \| | \| 2. Spieltag \| \| 29. Juli um 19:30 Uhr (09:30 Uhr MESZ) in Wellington (Wellington Regional Stadium) \| \| Zuschauer: 29.143 \| \| Schiedsrichter: Cheryl Foster ( Wales) 4 \| \| Spielbericht \| | Italien |
| Schweden                                                                           | Zećira Mušović – Nathalie Björn, Amanda Ilestedt, Magdalena Eriksson, Jonna Andersson – Filippa Angeldal, Elin Rubensson (75. Caroline Seger), Johanna Rytting Kaneryd (75. Sofia Jakobsson), Kosovare Asllani (62. Madelen Janogy), Fridolina Rolfö (62. Olivia Schough) – Stina Blackstenius (89. Rebecka Blomqvist) Cheftrainer: Peter Gerhardsson | Francesca Durante – Lucia Di Guglielmo (59. Martina Lenzini), Elena Linari, Cecilia Salvai, Lisa Boattin – Manuela Giugliano, Arianna Caruso (71. Valentina Cernoia), Sofia Cantore, Giulia Dragoni (59. Giada Greggi), Barbara Bonansea (59. Annamaria Serturini) – Chiara Beccari (75. Valentina Giacinti) Cheftrainerin: Milena Bertolini | Italien |
| Schweden                                                                           | 1:0 Ilestedt (39.) 2:0 Rolfö (44.) 3:0 Blackstenius (45.+1') 4:0 Ilestedt (50.) 5:0 Blomqvist (90.+5') | | Italien |
| Schweden                                                                           | Spieler des Spiels: Amanda Ilestedt (Schweden) | | Italien |
| 2. Spieltag                                                                        | | |         |
| 29. Juli um 19:30 Uhr (09:30 Uhr MESZ) in Wellington (Wellington Regional Stadium) | | |         |
| Zuschauer: 29.143                                                                  | | |         |
| Schiedsrichter: Cheryl Foster ( Wales) 4                                           | | |         |
| Spielbericht                                                                       | | |         |

## Argentinien – Schweden 0:2 (0:0)
| Argentinien                                                           | Argentinien | Schweden | Schweden |
| --------------------------------------------------------------------- | --- | --- | -------- |
| Argentinien                                                           | \| 3. Spieltag \| \| 2. August um 19:00 Uhr (09:00 Uhr MESZ) in Hamilton (Waikato Stadium) \| \| Zuschauer: 17.907 \| \| Schiedsrichterin: Salima Mukansanga ( Ruanda) 5 \| \| Spielbericht \| | \| 3. Spieltag \| \| 2. August um 19:00 Uhr (09:00 Uhr MESZ) in Hamilton (Waikato Stadium) \| \| Zuschauer: 17.907 \| \| Schiedsrichterin: Salima Mukansanga ( Ruanda) 5 \| \| Spielbericht \| | Schweden |
| Argentinien                                                           | Vanina Correa – Julieta Cruz (71. Gabriela Chávez), Adriana Sachs, Aldana Cometti, Eliana Stábile – Sophia Braun, Romina Núñez, Camila Gómez Ares (71. Dalila Ippólito), Estefanía Banini, Florencia Bonsegundo (41. Daiana Falfán, 79. Yamila Rodríguez) – Mariana Larroquette (79. Érica Lonigro) Cheftrainer: Germán Portanova | Jennifer Falk – Stina Lennartsson, Amanda Ilestedt (62. Linda Sembrant), Magdalena Eriksson, Anna Sandberg – Hanna Bennison, Caroline Seger (46. Elin Rubensson), Sofia Jakobsson (76. Johanna Rytting Kaneryd), Madelen Janogy (90.+3' Stina Blackstenius), Olivia Schough (62. Lina Hurtig) – Rebecka Blomqvist Cheftrainer: Peter Gerhardsson | Schweden |
| Argentinien                                                           | 0:1 Blomqvist (66.) 0:2 Rubensson (90., Foulelfmeter) | | Schweden |
| Argentinien                                                           | Gómez Ares (45.+4') | Schough (20.), Blomqvist (69.) | Schweden |
| Argentinien                                                           | Spieler des Spiels: Rebecka Blomqvist (Schweden) | | Schweden |
| 3. Spieltag                                                           | | |          |
| 2. August um 19:00 Uhr (09:00 Uhr MESZ) in Hamilton (Waikato Stadium) | | |          |
| Zuschauer: 17.907                                                     | | |          |
| Schiedsrichterin: Salima Mukansanga ( Ruanda) 5                       | | |          |
| Spielbericht                                                          | | |          |

## Südafrika – Italien 3:2 (1:1)
| Südafrika                                                                           | Südafrika | Italien | Italien |
| ----------------------------------------------------------------------------------- | --- | --- | ------- |
| Südafrika                                                                           | \| 3. Spieltag \| \| 2. August um 19:00 Uhr (09:00 Uhr MESZ) in Wellington (Wellington Regional Stadium) \| \| Zuschauer: 14.967 \| \| Schiedsrichterin: María Carvajal ( Chile) 6 \| \| Spielbericht \| | \| 3. Spieltag \| \| 2. August um 19:00 Uhr (09:00 Uhr MESZ) in Wellington (Wellington Regional Stadium) \| \| Zuschauer: 14.967 \| \| Schiedsrichterin: María Carvajal ( Chile) 6 \| \| Spielbericht \| | Italien |
| Südafrika                                                                           | Kaylin Swart – Lebogang Ramalepe (90.+5' Tiisetso Makhubela), Bambanani Mbane, Noko Matlou, Karabo Dhlamini (90.+15' Sibulele Holweni) – Robyn Moodaly (46. Nomvula Kgoale), Hildah Magaia (90.+5' Wendy Shongwe), Bongeka Gamede, Linda Motlhalo, Jermaine Seoposenwe – Thembi Kgatlana Cheftrainerin: Desiree Ellis | Francesca Durante – Lucia Di Guglielmo (64. Elisa Bartoli), Benedetta Orsi (90.+10' Benedetta Glionna), Elena Linari, Lisa Boattin – Arianna Caruso (84. Giada Greggi), Manuela Giugliano, Chiara Beccari (84. Sofia Cantore), Giulia Dragoni, Barbara Bonansea (64. Cristiana Girelli) – Valentina Giacinti Cheftrainerin: Milena Bertolini | Italien |
| Südafrika                                                                           | 1:1 Orsi (32., Eigentor) 2:1 Magaia (67.) 3:2 Kgatlana (90.+2') | 0:1 Caruso (11., Foulelfmeter) 2:2 Caruso (74.) | Italien |
| Südafrika                                                                           | Spieler des Spiels: Hildah Magaia (Südafrika) | | Italien |
| 3. Spieltag                                                                         | | |         |
| 2. August um 19:00 Uhr (09:00 Uhr MESZ) in Wellington (Wellington Regional Stadium) | | |         |
| Zuschauer: 14.967                                                                   | | |         |
| Schiedsrichterin: María Carvajal ( Chile) 6                                         | | |         |
| Spielbericht                                                                        | | |         |